# Castell de Penàguila
El castell de Penàguila (Alcoià, País Valencià) està ubicat al costat més escarpat d'un puig, denominat del Castell, en la carretera que uneix la localitat amb Sella. Prop hi ha la Creu del Castell, una creu de fusta.

## Història
Es considera la possibilitat que hi haguera un substrat anterior del segle xi, encara que la fortificació és de l'època almohade, al s. XII, i seria el centre de l'aljama musulmana. El castell va ser conquerit pels cristians el 1245, que el perderen dos anys després amb la revolta d'Al-Azraq.
El bàndol cristià el recuperà el 1258 i el musulmà ho feu prop del 1276. Aquesta nova ocupació no durà massa, atès que eixe mateix any morí Al-Azraq a Alcoi. Tornà a estar al front de batalla el 1356, en les guerres entre la Corona d'Aragó i el Regne de Castella. A partir del segle xvi, el castell perdé la seua funció militar i quedà abandonat.

## Descripció
El conjunt del castell és de planta irregular, amb les muralles adaptades a les dificultats del terreny, i ocupa una extensió considerable.
Hi ha una torre, de planta quadrada, amb un aljub i una sala amb la volta enfonsada parcialment. En una cota inferior, hi romanen restes de muralles i les bases quadrades de les torrasses.
A la part de llevant es pot apreciar part del quadrat que possiblement hi protegia la porta, així com la fossa seca, ara una superfície aplanada, que tenia per objectiu separar la cima del castell de la del costat, per guanyar en capacitat defensiva.